# Погром в Страсбург
Погромът в Страсбург е събитие от 14 февруари 1349 г., когато няколко стотици местни евреи са публично изгорени на аутодафе, а останалата част от местната общност е изгонена от града.
През пролетта на 1348 г. избухват, започвайки от Франция, серия погроми срещу евреите в редица европейски градове по повод върлуващата Черна смърт. До ноември тази антиюдаистка вълна ведно с чумната пандемия се разпространява през Савоя в немскоговорещите земи. През януари 1349 г. са изгорени много евреи в Базел и Фрайбург, а на 14 февруари е подложена на погром и еврейската общност в Страсбург.